# Волховская роспись
Волховская роспись — художественная роспись по дереву, бытовавшая на территории современного Волховского района Ленинградской области, в поселениях на берегах р. Волхов. (бывш. территория Новоладожского уезда Санкт-Петербургской губернии). Является одним из возрождённых в наши дни народных художественных промыслов Ленинградской области.

## История
Росписью в основном занимались в деревнях на правобережье р. Волхов в местности под названием Спасовщина. Центрами по производству прялок были деревни Сырецкое, Славково, Верховина. Известны имена наиболее известных мастеров-живописцев: Василий Дмитриевич Кораблев-Шустов (д. Сырецкое, 1834-1939), Василий Иванович Хайдуков и Иван Федоров Гаврилов (д. Славково).
Наиболее ранние изделия, сохранившиеся в музейных коллекциях, датируются 1880 годами.

## Художественные особенности
Главная особенность волховской росписи — градиентный мазок с тонкими переходами от одного цвета к другому: на кисть наносится не один, а сразу два цвета и более. При нанесении один цвет «переходит» в другой, создавая эффект игры солнечного света на растительных элементах (листьях и лепестках).
Для волховской росписи характерен яркий орнамент с центральным элементом — розаном, окружённом листьями. Волховский розан хорошо узнаваем благодаря градиентному мазку и насыщенным цветам.
Существовало два типа прялок в зависимости от используемых цветов и декора:
- Прялки-золочёнки. Их росписью занимались в основном в деревнях на правом берегу реки Волхов в местности под названием Спасовщина. Композиции золочёнок отличаются насыщенными оттенками и обильным использованием золотого цвета.
- Прялки-крашенки. Отличались от золочёнок отсутствием росписи золотым цветом — вместо него использовали жёлтую краску. Декор крашенок также был гораздо скромнее. Такие прялки изготавливали в основном на левом берегу Волхова, в округе Новой Ладоги.

Особо ценились «именные» прялки. По периметру от центральной композиции с розаном располагалась тёмная полоса, на которой жёлтыми или золотыми буквами писали имя хозяйки изделия, а иногда и мастера.

## Попытка возрождения
Попытка возродить традиционную волховскую роспись в Ленинградской области предпринята в конце 1960-х годов. В то время в г. Волхов существовало небольшое производство по изготовлению кухонной утвари. В 1968 году на нем был создан цех художественной обработки дерева, где со временем при изготовлении деревянных изделий стали использовать мотивы, схожие с традиционной росписью. Однако это были не точные варианты элементов крестьянской росписи, а собственные разработки художников.
В 1980 художественная роспись по дереву выделилась в отдельный цех, филиал Ленинградского объединения народных художественных промыслов. К этому времени в волховскую роспись были внедрены новая цветовая палитра, добавлены новые композиционные решения и новые элементы.
В начале 1990-х годов цех прекратил свою работу. Старинные прялки, хранящиеся в цехе в качестве образцов росписи, поступили на хранение в Новоладожский краеведческий музей.

## Современность
В 2018 году научно-производственным холдингом «Аксортиум», в содружестве с ведущими музеями и экспертами по народным художественным промыслам, бытовавшим в границах территории современной Ленинградской области, ведущими художниками и преподавателями по росписи проведено масштабное научное исследование. Были воссозданы изделия и традиционные орнаменты традиционной волховской росписи, создано полное описание ее элементов, видов композиций, способов нанесения орнамента, точное цветовое и стилевое решение.
В апреле 2019 года в месте бытования росписи — городе Волхов было образовано предприятие — ООО «Волховская роспись». Изделия с традиционной волховской росписью, производимые предприятием, решением Художественно-экспертного совета по народным художественным промыслам Ленинградской области отнесены к изделиям народных художественных промыслов.
В г. Волхов реализовывается один из этапов инвестиционного проекта по возрождению традиционной росписи — создается творческая мастерская.